# Добре дошли, или Вход за външни лица – забранен
„Добре дошли, или Вход за външни лица – забранен“ (на руски: „Добро пожаловать, или Посторонним вход воспрещён“) е руски съветски детски комедийно-сатиричен игрален филм, режисиран от Елем Климов в студио „Мосфилм“ през 1964 г. Премиерата се състои на 9 октомври 1964 г. Филмът е дебют за Елем Климов.

## Сюжет
Пионерът Костя Иночкин (Виктор Косих), докато е в пионерски лагер, преплува реката и се озовава в забранена територия, за което е изгонен от лагера от директора, другарят Динин (Евгений Евстигнеев). Не искайки да докара баба си до инфаркт с поведението си, момчето тайно се връща в лагера, където с помощта на приятелите си се укрива. Наближава „Денят на бащата“, когато бабата на Иночкин може да разбере за изгонването му, затова приятелите му решават да направят всичко възможно, за да го предотвратят...

## Създатели
- Режисьор на продукцията: Елем Климов
- Оператори: Анатолий Кузнецов, Михайло Торопцов

## В ролите
- Виктор Косих – Костя Иночкин
- Евгений Евстигнеев е другарят Динин, директор на пионерския лагер
- Арина Алейникова е пионер водач на Валя
- Иля Рутберг е учител по физика
- Лидия Смирнова е лекар
- Алексей Смирнов – пазач на лагер
- Нина Шацка е пионерски ръководител
- Юра Бондаренко – Веня, барабанист
- Лида Волкова – Лера, скромен пионер с пигтейли
- Борис Демб – Дима, майстор на хипнозата
- Сергийко Кокорев – Шарафутдинов
- Игорь Крюков – Марат
- Саша Машовец – Алик
- Таня Прохорова – Митрофанова
- Люда Смеян – Неля, която танцува чарлстон
- Слава Царев е момче с мрежа
- Татяна Баришева е готвач
- Катерина Мазурова е бабата на Кости
- Виктор Уралски е другар на Митрофанов
- Дая Смирнова е бавачка
- Саша Живейнов
- Алик Миньович е момче цигулар
- Сергей Шапу е момче цигулар
- Саша Байков е момче виолончелист
- Виктор Маркин
- Владимир Широков – момчето, което биеше прасето